# Contagious (Y&T)
Contagious è l'ottavo album in studio dei Y&T, uscito nel 1987 per l'Etichetta discografica Geffen Records.

## Tracce
1. Contagious (Meniketti, Rhodes) 3:21
2. L.A. Rocks (Kennemore, Meniketti) 4:41
3. Temptation (Kennemore, Pitrelli, Revell) 4:26
4. The Kid Goes Crazy (DeGrasso, Kennemore, Meniketti) 4:15
5. Fight for Your Life (Alves, Kennemore, Meniketti) 4:49
6. Armed and Dangerous (Alves, Kennemore, Meniketti) 4:20
7. Rhythm or Not (Alves, Kennemore, Meniketti) 5:06
8. Bodily Harm (Johnson, Rhodes) 3:33
9. Eyes of a Stranger (Kennemore, Meniketti, Rhodes) 4:40
10. I'll Cry for You [instrumental] (Alves, Meniketti) 2:37

## Formazione
- Dave Meniketti - voce, chitarra
- Joey Alves - chitarra, cori
- Phil Kennemore - basso, cori
- Jimmy DeGrasso - batteria, cori

### Altri musicisti
- Steffen Presley - tastiere